# Festival de Eurovisión de Jóvenes Músicos 2018
El XIX Festival de Eurovisión de Jóvenes Músicos se celebrará en la ciudad británico de Edimburgo los días 18 de agosto de 2018, 19 de agosto de 2018 y 23 de agosto de 2018. Siendo la segunda vez que el festival esté a cargo. (La primera vez fue en 1982).
En esta edición participarán 18 países con el debut de Albania, pero un país se retira de la competencia.

## Sede
Aparte de Edimburgo, Oslo también mostró interés por acoger el festival. Pero decidieron darle la sede a Reino Unido.
Exactamente el 18 de agosto de 2018, 19 de agosto de 2018 y 23 de agosto de 2018. Oficialmente se anunció que Edimburgo acogería el Festival de Eurovisión de Jóvenes Músicos de 2018. Siendo la segunda vez que Reino Unido acogería el festival y el Festival de Eurovisión de Jóvenes Músicos 1982 realizado en Mánchester.

## Formato
Cada uno de los 18 participantes, debió hacer una interpretación de hasta 6 minutos de duración, que sería juzgado por un grupo de jueces que comentaron la actuación de cada participante, añadiéndole interacción al espectáculo. Finalmente cada jurado daría sus puntuaciones y recibirían sus premios los respectivos 3 primeros lugares.

## Jurado
Por determinar

## Países participantes
Un total de 18 países han participado este año.
| País y TV          | Representante           | Instrumento | Proceso y fecha de selección |
| ------------------ | ----------------------- | ----------- | ---------------------------- |
| Albania RTSH       | Klaudio Zoto            | Violonchelo | -                            |
| Alemania WDR       | Mira Foron              | Violín      | -                            |
| Bélgica VRT / RTBF | Alexandra Cooreman      | Violín      | -                            |
| Croacia HRT        | Jan Tominić             | Saxofón     | -                            |
| Eslovenia RTVSLO   | Nikola Pajanović        | Violín      | -                            |
| España TVE         | Sara Valencia           | Violín      | Clásicos y Reverentes        |
| Estonia ETV        | Tanel-Eiko Novikov      | Xilófono    | -                            |
| Grecia ERT         | Thanos Tzanetakis       | Guitarra    | -                            |
| Hungría MTVA       | Máté Bencze             | Saxofón     | -                            |
| Israel IPBC        | Tamir Naaman-Pery       | Violonchelo | -                            |
| Malta PBS          | Bernice Sammut Attard   | Piano       | -                            |
| Noruega NRK        | Birgitta Elisa Oftestad | Violonchelo | 07/04/2018                   |
| Polonia TVP        | Marta Chlebicka         | Flauta      | -                            |
| Reino Unido BBC    | Maxim Calver            | Violonchelo | -                            |
| República Checa ČT | Indi Stivín             | Contrabajo  | -                            |
| Rusia KTVC         | Ivan Bessonov           | Piano       | -                            |
| San Marino SMRTV   | Francesco Stefanelli    | Violonchelo | -                            |
| Suecia SVT         | Johanna Ander Ljung     | Arpa        | -                            |

### Artistas que regresan
- Francesco Stefanelli: Representó a San Marino en la edición anterior.

## Celebración del Festival

### Semifinal
La semifinal se celebró en dos días. La primera parte fue el día 18 de agosto de 2018 y la segunda parte el 19 de agosto de 2018. Los 6 participantes mejor valorados pasaron a la Gran Final del 23 de agosto.

#### Parte 1 (18 de agosto de 2018)
| N.º | País        | Artista              | Instrumento | Resultado |
| --- | ----------- | -------------------- | ----------- | --------- |
| 01  | Malta       | Bernice Sammut       | Piano       | Eliminado |
| 02  | Reino Unido | Maxim Calver         | Violonchelo | Eliminado |
| 03  | España      | Sara Valencia        | Violín      | Eliminado |
| 04  | Eslovenia   | Nikola Pajanović     | Violín      | Finalista |
| 05  | San Marino  | Francesco Stefanelli | Violonchelo | Eliminado |
| 06  | Polonia     | Marta Chlebicka      | Flauta      | Eliminado |
| 07  | Hungría     | Máté Bencze          | Saxofón     | Finalista |
| 08  | Grecia      | Thanos Tzanetakis    | Guitarra    | Eliminado |
| 09  | Israel      | Tamir Naaman-Pery    | Violonchelo | Eliminado |

#### Parte 2 (19 de agosto de 2018)
| N.º | País            | Artista                 | Instrumento | Resultado |
| --- | --------------- | ----------------------- | ----------- | --------- |
| 10  | Estonia         | Tanel-Eiko Novikov      | Xilófono    | Eliminado |
| 11  | Bélgica         | Alexandra Cooreman      | Violín      | Eliminado |
| 12  | Albania         | Klaudio Zoto            | Violonchelo | Eliminado |
| 13  | Rusia           | Ivan Bessonov           | Piano       | Finalista |
| 14  | Alemania        | Mira Foron              | Violín      | Finalista |
| 15  | República Checa | Indi Stivín             | Contrabajo  | Finalista |
| 16  | Suecia          | Johanna Ander Ljung     | Arpa        | Eliminado |
| 17  | Noruega         | Birgitta Elisa Oftestad | Violonchelo | Finalista |
| 18  | Croacia         | Jan Tominić             | Saxofón     | Eliminado |

### Final
La final fue celebrada el 23 de agosto de 2018. Participaron los 6 finalistas, clasificados de la semifinal realizada en dos partes.
| N.º | País            | Artista                 | Instrumento | Resultado |
| --- | --------------- | ----------------------- | ----------- | --------- |
| 01  | Noruega         | Birgitta Elisa Oftestad | Violonchelo | -         |
| 02  | Eslovenia       | Nikola Pajanović        | Violín      | 2         |
| 03  | República Checa | Indi Stivín             | Contrabajo  | -         |
| 04  | Alemania        | Mira Foron              | Violín      | -         |
| 05  | Hungría         | Máté Bencze             | Saxofón     | -         |
| 06  | Rusia           | Ivan Bessonov           | Piano       | 1         |

## Predecesor y sucesor
| Predecesor: Colonia 2016 | Festival de Eurovisión de Jóvenes Músicos Edimburgo 2018 | Sucesor: Zagreb 2020 |

- Datos: Q31965926
- Multimedia: Eurovision Young Musicians 2018 / Q31965926